# Stylops esteponensis
Stylops esteponensis  (лат.) — вид веерокрылых насекомых рода Stylops из семейства Stylopidae. Западная Европа, Испания (Malaga, Estepona).
Паразиты пчёл видов Andrena (Chlorandrena) livens Pérez (Andrena, Andrenidae). 
Вид был впервые описан в 1974 году энтомологом Луна де Карвальо   (Luna de Carvalho E.) и назван по имени местонахождения типовой серии (Estepona).
В одной из новых работ по роду Stylops  в ходе анализа ДНК авторами (Straka et al., 2015) рассматривается в качестве предположительного синонима вида ?=Stylops maxillaris Pasteels, 1949 (в статусе «Supposed new junior subjective synonym», что на 2018 год не подтверждено соответствующими профильными базами данных, например, Eol.org и Strepsiptera database).